# هیروکی ساکای
هیروکی ساکای (به انگلیسی: Hiroki Sakai) بازیکن فوتبال اهل ژاپن است که در پست مدافع بازی می‌کند.
وی در تاریخ ۲۳ مه ۲۰۱۲ میلادی اولین بازی ملی‌اش را انجام داد. در ۷۴ بازی ملی حضور داشت و ۱ گل به ثمر رسانده است.

## افتخارات
قهرمانی لیگ قهرمانان آسیا به همراه باشگاه فوتبال اوراوا رد دایموندز و بالا بردن جام قهرمانی به عنوان کاپیتان